# Melinda crinitarsis
Melinda crinitarsis este o specie de muște din genul Melinda, familia Calliphoridae. A fost descrisă pentru prima dată de Villeneuve în anul 1927.
Este endemică în Taiwan. Conform Catalogue of Life specia Melinda crinitarsis nu are subspecii cunoscute.